# Хасейн, Мади Ермекулы
Мади Ермекулы Хасейн (каз. Мәди Ермекұлы Хасейн; род. 17 декабря 2000, Талдыкорган) — казахстанский футболист, полузащитник клуба «Женис» и сборной Казахстана.

## Клубная карьера
Футбольную карьеру начинал в 2018 году в составе клуба «Жетысу М» во второй лиге. 30 ноября 2020 года в матче против клуба «Каспий» дебютировал в казахстанской Премьер-лиге (3:0).

## Карьера в сборной
19 марта 2025 года дебютировал за сборную Казахстана в матче против сборной Кюрасао (2:0), выйдя на замену на 46-й минуте вместо Ислама Чеснокова.

## Достижения
«Мактаарал»
- Серебряный призёр Первой лиги: 2021

## Клубная статистика
| Клуб                | Сезон               | Лига | Лига | Кубки | Кубки | Еврокубки | Еврокубки | Итого | Итого |
| Клуб                | Сезон               | Игры | Голы | Игры  | Голы  | Игры      | Голы      | Игры  | Голы  |
| ------------------- | ------------------- | ---- | ---- | ----- | ----- | --------- | --------- | ----- | ----- |
| Жетысу              | 2020                | 1    | 0    | —     | —     | —         | —         | 1     | 0     |
| Жетысу              | 2021                | 4    | 0    | 1     | 0     | —         | —         | 5     | 0     |
| Жетысу              | Итого               | 5    | 0    | 1     | 0     | —         | —         | 6     | 0     |
| → Жетысу М          | 2018                | 39   | 6    | —     | —     | —         | —         | 39    | 6     |
| → Жетысу М          | 2019                | 9    | 0    | —     | —     | —         | —         | 9     | 0     |
| → Жетысу М          | 2021                | 3    | 1    | —     | —     | —         | —         | 3     | 1     |
| → Жетысу М          | Итого               | 51   | 7    | —     | —     | —         | —         | 51    | 7     |
| → Жетысу Б          | 2019                | 15   | 0    | —     | —     | —         | —         | 15    | 0     |
| → Жетысу Б          | 2020                | 12   | 1    | —     | —     | —         | —         | 12    | 1     |
| → Жетысу Б          | Итого               | 27   | 1    | —     | —     | —         | —         | 27    | 1     |
| Мактаарал           | 2021                | 10   | 0    | 4     | 1     | —         | —         | 14    | 1     |
| Мактаарал           | Итого               | 10   | 0    | 4     | 1     | —         | —         | 14    | 1     |
| Жетысу              | 2022                | 18   | 0    | 7     | 0     | —         | —         | 25    | 0     |
| Жетысу              | 2023                | 18   | 1    | 1     | 0     | —         | —         | 19    | 1     |
| Жетысу              | Итого               | 36   | 1    | 8     | 0     | —         | —         | 44    | 1     |
| Всего за «Жетысу»   | Всего за «Жетысу»   | 41   | 1    | 9     | 0     | —         | —         | 50    | 1     |
| → Жетысу М          | 2022                | 2    | 0    | —     | —     | —         | —         | 2     | 0     |
| → Жетысу М          | 2023                | 1    | 0    | —     | —     | —         | —         | 1     | 0     |
| → Жетысу М          | Итого               | 3    | 0    | —     | —     | —         | —         | 3     | 0     |
| Всего за «Жетысу М» | Всего за «Жетысу М» | 54   | 7    | —     | —     | —         | —         | 54    | 7     |
| Кызыл-Жар           | 2024                | 18   | 1    | 5     | 1     | —         | —         | 23    | 2     |
| Кызыл-Жар           | Итого               | 18   | 1    | 5     | 1     | —         | —         | 23    | 2     |
| → Кызыл-Жар М       | 2024                | 1    | 0    | —     | —     | —         | —         | 1     | 0     |
| → Кызыл-Жар М       | Итого               | 1    | 0    | —     | —     | —         | —         | 1     | 0     |
| Всего за карьеру    | Всего за карьеру    | 151  | 10   | 18    | 2     | —         | —         | 169   | 12    |

### Выступления за сборную
| Сборная   | Год   | Отборочные матчи ЧМ | Отборочные матчи ЧМ | Отборочные матчи ЧЕ | Отборочные матчи ЧЕ | Лига наций УЕФА | Лига наций УЕФА | Товарищеские матчи | Товарищеские матчи | Итого | Итого |
| Сборная   | Год   | Игры                | Голы                | Игры                | Голы                | Игры            | Голы            | Игры               | Голы               | Игры  | Голы  |
| --------- | ----- | ------------------- | ------------------- | ------------------- | ------------------- | --------------- | --------------- | ------------------ | ------------------ | ----- | ----- |
| Казахстан | 2025  | −                   | −                   | −                   | −                   | −               | −               | 1                  | 0                  | 1     | 0     |
| Итого     | Итого | −                   | −                   | −                   | −                   | −               | −               | 1                  | 0                  | 1     | 0     |